# Live After Death
| 전문가 평가                      | 전문가 평가 |
| 평가 점수                        | 평가 점수   |
| 출처                             | 점수        |
| -------------------------------- | ----------- |
| About.com (DVD)                  | [ 1 ]       |
| AllMusic                         | [ 2 ]       |
| AllMusic (VHS)                   | [ 3 ]       |
| Collector's Guide to Heavy Metal | 8/10        |
| Kerrang!                         | 5/5         |
| Kerrang! (DVD)                   | 5/5         |
| PopMatters (DVD)                 | 9/10        |
| Sputnikmusic                     | 5.0/5       |
| The Daily Vault                  | A           |

《Live After Death》는 영국의 헤비 메탈 밴드 아이언 메이든의 라이브 음반과 비디오로, 원래 1985년 10월 14일, 유럽의 EMI와 미국의 자매 레이블인 캐피틀 레코드에서 발매되었다(CD로 2002년 미국의 생츄어리/컬럼비아 레코드에서, DVD로 유니버셜 뮤직 그룹/소니 BMG 엔터테인먼트에서 다시 발매되었다). 밴드의 World Slavery Tour 중 캘리포니아주 롱비치 아레나, 런던의 해머스미스 오덴에서 녹음되었다.
콘서트 비디오 버전은 롱비치 쇼의 장면만 담고 있으며, 2008년 2월 4일, DVD로 재발매되었는데, 이는 밴드의 Somewhere Back in Time World Tour의 시작과 일치했다. 이 DVD에는 콘서트 완성과 더불어 2004년 《The Early Days》로 시작해 2013년 《Maiden England '88》까지 이어진 《The History of Iron Maiden》 DVD 시리즈의 2부작 《Powerslave》 음반 녹음과 다음의 World Slavery Tour가 수록되어 있다.

## 배경
아이언 메이든의 World Slavery Tour는 1984년 8월 9일, 폴란드 바르샤바에서 시작되어 331일 동안 계속되었으며, 그 동안 187회의 콘서트가 진행되었다. 그들의 1984년 음반인 《Powerslave》는 고대 이집트 테마를 고수했는데, 이 테마는 석관과 신성문자로 장식되었고, 수많은 폭약 효과 외에도 밴드의 마스코트인 에디를 미라로 표현했다. 무대 쇼의 연극성은 밴드의 가장 호평을 받는 투어 중 하나가 된다는 것을 의미했고, 그들의 첫 라이브 더블 음반과 콘서트 비디오의 완벽한 배경이 되었다.
《Live After Death》 비디오를 위해 밴드는 짐 유키치 감독을 고용하여 1985년 3월 14일부터 17일까지 캘리포니아주 롱비치 아레나에서 열린 4박 2회의 공연을 촬영했다. 1984년 10월 8일, 9일, 10일, 12일, 런던 해머스미스 아폴로에서 녹음된, 사이드 4에 추가 트랙이 포함되어 있지만, 더블 LP 발매는 롱비치에서도 녹음되었다. 베이시스트 스티브 해리스는 비록 그들이 시간이 있었더라도, "어쨌든 우리는 정말 그 모든 것을 반대했어요. 우린 정말 '이거 완전 생방송이 되어야 한다'고 했죠."라고 말하면서 어떤 스튜디오 오버더빙도 사운드 트랙에 더 이상 추가하지 않았을 것이라고 말했다.
이 음반은 발매 이후 평론가들이 이 장르에서 가장 잘 나가는 라이브 음반 중 하나라고 말하는 등 한결같은 비판적인 찬사를 받았다. 밴드의 경우, 후속 스튜디오 음반인 1986년 《Somewhere in Time》의 녹음을 연기할 수 있다는 의미였기 때문에 음반 발매는 매우 유리했다. World Slavery Tour에 이은 이번 휴가는 투어의 힘든 일정에 따라 회복이 절실한 밴드에게 매우 유익했다.

### 녹음된 날짜
해리스에 따르면, 이 비디오는 롱비치에서 이틀밤의 영상을 사용했지만, 오디오 버전은 정확한 날짜는 명시되지 않았지만, 하나의 공연으로만 구성되어 있다. 그러나 오디오 버전의 〈Running Free〉에서 보컬리스트 브루스 디킨슨은 3월 17일 일요일에 오디오 버전이 녹음되었다는 것을 의미하는 네 번째 콘서트라고 언급한다. 비디오 버전에서는 〈2 Minutes to Midnight〉 이후 디킨슨이 "2번 밤"(금요일, 3월 15일)이라고 언급하고 있으며, 다큐멘터리 《12 Wasted Years》에서는 〈The Trooper〉와 〈The Number of the Beast〉가 3월 16일, 토요일 녹화되었다고 한다.

## 커버 아트
데릭 리그스가 제작한 커버 아트에는 밴드의 마스코트 에디가 무덤에서 일어나는 모습이 묘사되어 있다. 그의 묘비에는 판타지 및 호러 소설 작가 H. P. 러브크래프트의 《이름 없는 도시》에서 인용된 잘못된 문구가 새겨져 있다.

"That is not dead which can eternal lie

Yet [sic] with strange aeons even death may die
(영원히 누워 있을 수 있는 것은 죽지 않으며
기이한 세월이 흐르면 죽음조차 죽을 수 있다)."

원래 러브크래프트의 문구에는 "yet" 대신 "and"가 사용되었다.
또한 묘비에는 에디의 풀네임으로 보이는 "Edward T H--"가 새겨져 있으며, 그의 성으로 추정되는 "Head" 부분은 흙덩이에 의해 가려져 있다.
에디의 묘사는 이전 커버 아트들과의 연속성을 따른다. 그의 긴 머리카락이 복구되었으며, 《Piece of Mind》 시기의 뇌엽 절제술 수술 자국에 있던 금속 나사 문양이 번개를 맞고 있다.. 또한 그는 《Powerslave》 투어 홍보용 커버 아트에서처럼 전기 충격으로 연결된 금속 수갑에 묶여 있다.
뒷면 커버에는 묘지의 나머지 부분과 번개에 의해 파괴되는 도시가 묘사되어 있으며, 존 마틴의 그림 《소돔과 고모라의 파괴》에서 영감을 받은 것이다. 파괴된 도시 위 구름에는 죽음이 모습을 드러내고 있는데, 이 인물은 리그스의 다른 커버들(〈Twilight Zone〉, 〈The Trooper〉, 《Powerslave》, 《Somewhere in Time》 등)에서도 반복적으로 등장한다.

## 곡 목록
| #  | 제목                      | 작사·작곡                      | 오리지널 발매              | 재생 시간 |
| -- | ------------------------- | ------------------------------ | -------------------------- | --------- |
| 1. | 〈Churchill's Speech〉    | 윈스턴 처칠                    |                            | 1:09      |
| 2. | 〈Aces High〉             | 스티브 해리스                  | 《Powerslave》 (1984년)    | 4:07      |
| 3. | 〈2 Minutes to Midnight〉 | 아드리안 스미스, 브루스 디킨슨 | 《Powerslave》 (1984년)    | 5:52      |
| 4. | 〈The Trooper〉           | 해리스                         | 《Piece of Mind》 (1983년) | 3:59      |
| 5. | 〈Revelations〉           | 디킨슨                         | 《Piece of Mind》 (1983년) | 5:59      |
| 6. | 〈Flight of Icarus〉      | 스미스, 디킨슨                 | 《Piece of Mind》 (1983년) | 3:21      |

| #  | 제목                            | 작사·작곡 | 오리지널 발매                        | 재생 시간 |
| -- | ------------------------------- | --------- | ------------------------------------ | --------- |
| 7. | 〈Rime of the Ancient Mariner〉 | 해리스    | 《Powerslave》 (1984년)              | 13:03     |
| 8. | 〈Powerslave〉                  | 디킨슨    | 《Powerslave》 (1984년)              | 7:06      |
| 9. | 〈The Number of the Beast〉     | 해리스    | 《The Number of the Beast》 (1982년) | 4:48      |

| #  | 제목                     | 작사·작곡         | 오리지널 발매                        | 재생 시간 |
| -- | ------------------------ | ----------------- | ------------------------------------ | --------- |
| 1. | 〈Hallowed Be Thy Name〉 | 해리스            | 《The Number of the Beast》 (1982년) | 7:17      |
| 2. | 〈Iron Maiden〉          | 해리스            | 《Iron Maiden》 (1980년)             | 4:11      |
| 3. | 〈Run to the Hills〉     | 해리스            | 《The Number of the Beast》 (1982년) | 3:52      |
| 4. | 〈Running Free〉         | 해리스, 폴 디애노 | 《Iron Maiden》 (1980년)             | 8:16      |

| #  | 제목                       | 작사·작곡              | 오리지널 발매                        | 재생 시간 |
| -- | -------------------------- | ---------------------- | ------------------------------------ | --------- |
| 5. | 〈Wrathchild〉             | 해리스                 | 《Killers》 (1981년)                 | 2:54      |
| 6. | 〈22 Acacia Avenue〉       | 해리스, 스미스         | 《The Number of the Beast》 (1982년) | 6:04      |
| 7. | 〈Children of the Damned〉 | 해리스                 | 《The Number of the Beast》 (1982년) | 4:19      |
| 8. | 〈Die with Your Boots On〉 | 스미스, 디킨슨, 해리스 | 《Piece of Mind》 (1983년)           | 4:51      |
| 9. | 〈Phantom of the Opera〉   | 해리스                 | 《Iron Maiden》 (1980년)             | 7:01      |

## 인증

### 오디오
| 국가                                                  | 인증        | 판매량/출하량 |
| ----------------------------------------------------- | ----------- | ------------- |
| 오스트리아 (IFPI 오스트리아)                          | 골드        | 25,000*       |
| 캐나다 (뮤직 캐나다)                                  | 2× 플래티넘 | 200,000^      |
| 독일 (BVMI)                                           | 골드        | 250,000^      |
| 뉴질랜드 (RMNZ)                                       | 골드        | 7,500^        |
| 스웨덴 (GLF)                                          | 골드        | 50,000^       |
| 영국 (BPI)                                            | 골드        | 100,000^      |
| 미국 (RIAA)                                           | 플래티넘    | 1,000,000^    |
| *판매량을 기반으로 한 인증 ^출하량을 기반으로 한 인증 |             |               |

### 1985년 VHS
| 국가                       | 인증        | 판매량/출하량 |
| -------------------------- | ----------- | ------------- |
| 캐나다 (뮤직 캐나다)       | 2× 플래티넘 | 20,000^       |
| 미국 (RIAA)                | 플래티넘    | 100,000^      |
| ^출하량을 기반으로 한 인증 |             |               |

### 2008년 DVD
| 국가                       | 인증     | 판매량/출하량 |
| -------------------------- | -------- | ------------- |
| 아르헨티나 (CAPIF)         | 플래티넘 | 8,000^        |
| 오스트레일리아 (ARIA)      | 골드     | 7,500^        |
| 핀란드 (Musiikkituottajat) | 골드     | 6,831         |
| 독일 (BVMI)                | 골드     | 25,000^       |
| 영국 (BPI)                 | 골드     | 25,000^       |
| 미국 (RIAA)                | 플래티넘 | 100,000^      |
| ^출하량을 기반으로 한 인증 |          |               |